# れ・り・びぃ 〜Let it be〜
『れ・り・びぃ～Let it be～』は、演劇プロデュース集団WAKUの舞台作品。

## 概要
WAKUプロデュースVol.6

## 公演
- 公演期間：2000年1月15日（土）～2000年1月20日（木）

※『Switch2』は、16日（日）昼の公演1回のみ上演。
- 会場：世田谷パブリックシアター　シアタートラム

## Switch
- 作・演出：TARAKO

### 出演
- 山寺宏一
- 林泰文
- 庄司智春 （吉本興業）
- 坂本薫平 （しゅうくりー夢）
- 古川なな子
- 山口美砂
- ゆうほ
- 渡辺菜生子

## herself
- 作：石原健次／構成・演出：渡辺菜生子

### 出演
- 増本庄一郎 （吉本興業）
- 衛藤幸生 （チープスープ）
- 成島敏晴 （チープスープ）
- 橘ゆかり
- TARAKO
- ゆうほ

## Switch2
- 作・演出：TARAKO

『Switch2』は『Switch』の番外編の話である。

### 出演
- 林泰文
- 坂本薫平 （しゅうくりー夢）
- 山口美砂
- ゆうほ
- 渡辺菜生子

## スタッフ
- 企画・制作：Office WAKU